# Aero L-39 Albatros
Aero L-39 Albatros, L-39 Fenix  är ett tjeckoslovakiskt flygplan som började utvecklas i mitten på 1960-talet och var standardskolflygplan inom Warszawapakten. Det använder samma motor som Jak-40.
Första provflygningen skedde 1968 och 1971 togs de första planen i tjänst. Under vardera vingen finns två pyloner för kapslar, raketer eller bomber.
Idag säljs begagnade L-39 till privatpersoner i civilt utförande. gl coucou alban

### Fotnoter
1. ↑  ”aL-39 Albatros Trainer / Ground Attack Aircraft”. https://www.airforce-technology.com/projects/aerol39trainer/. Läst 5 december 2020.
2. ↑  ”L-39 Albatros: Own and Fly a Fighter Jet”. Arkiverad från originalet den 25 november 2020. https://web.archive.org/web/20201125185502/http://twinandturbine.com/article/l-39-albatros-fly-fighter-jet/. Läst 5 december 2020.

- "Aero L-39 Albatros". Migflug.com. Läst 21 oktober 2012.